# سنتطروق دوم
سنتروق دوم (به زبان آرامی حاتران:سنتروق) آخرین پادشاه هترا (شهری باستانی در عراق امروزی) بود که از حدود سال ۲۰۵ پس از میلاد تا سال ۲۴۰/۴۱ فرمانروایی کرد. او پسر پادشاه عبدالسمیه بود و ۹ کتیبه کشف شده در حترا گواه آن است. تنها دو از این کتیبه‌ها تاریخ‌گذاری سال دارند، که خواندن هر دو سخت است. یکی از کتیبه‌های او روی مجسمه‌ای پیدا شد که او را ایستاده نشان می‌داد. همسرش شاید ابوی بود. دو پسر شناخته شده‌است. عبدالسمیه به نام پدربزرگش نامگذاری شد. او وارث او بود. پسر دیگری به نام مانا در سال ۲۳۵ گواهی شده‌است و به نظر می‌رسد که عربستان وال را تحت کنترل خود داشته‌است. این منطقه در جنوب شرقی ادسا است. از شواهد اخیر به نظر می‌رسد که سنطروق دوم قلمرو خود را گسترش داده‌است. دخترش دوسپاری را از مجسمه‌ای به سال ۵۴۹ (= ۲۳۸ پس از میلاد) می‌شناسند. به عنوان مجسمه دوم متعلق به دخترش سامی است.
در زمان سنتطروق دوم هاترا تابع رومیان شد. در حدود ۲۲۶/۲۲۷ پس از میلاد ساسانیان بدون موفقیت به شهر حمله کردند، اما در نهایت توسط ساسانیان فتح و ویران شد، شاید در حدود ۲۴۰/۴۱ پس از میلاد.